# شغشران
شغشران (بالدرية: چغچران)، وتسمى أيضًا فيروزكوه (بالدرية: فیروزکوه)، هي بلدة ومقاطعة في وسط أفغانستان، وهي عاصمة ولاية غور. تقع على الجانب الجنوبي من نهر هري، على ارتفاع 2230 مترًا فوق مستوى سطح البحر. ترتبط شغشران بالطريق السريع مع هرات على مسافة 380 كيلومترًا إلى الغرب، والطريق السريع مع كابل على مسافة 450 كيلومترًا إلى الشرق. يخدم المدينة مطار شغشران.
يبلغ عدد سكان شغشران حوالي 15000 نسمة معظمهم من المتحدثين باللغة الدرية. ومع ذلك، أظهرت البيانات الحديثة أن عدد السكان بلغ 31266 (في عام 2015). لها مقاطعة وحيدة ومساحتها الإجمالية قدرها 2614 هكتار. ويبلغ إجمالي عدد المساكن في المدينة 3474 مسكناً.
في أغسطس 2021، استولى مقاتلو طالبان على شغشران، وأصبحت العاصمة الإقليمية السادسة عشرة التي تحتلها طالبان كجزء من هجوم طالبان الأوسع في عام 2021. حيث فضل مسؤولو فيروزكوه التفاوض على استسلام بدلاً من «هجوم طالبان».

## التاريخ

### القرون الوسطى
قبل وصول الإسلام، مارس سكان المنطقة عدة ديانات مختلفة ومنها الزرادشتية والبوذية والهندوسية. قاد السلطان محمود غزني الفتح الإسلامي لأفغانستان في القرن العاشر. بعد هزيمة الغزنويين في القرن الثاني عشر، أصبحت المنطقة تحت سيطرة سلالة الغوريين المحلية في غور. كانت فيروزكوه القريبة العاصمة الصيفية لسلالة الغوريين حيث قاموا ببناء مئذنة جام هناك. اليوم مئذنة جام هي أحد مواقع التراث العالمي لليونسكو.
في القرن الثالث عشر، غزا الجيش المغولي منطقة الغور ودمر فيروزكوه لكنه ترك مئذنة جام سليمة. ثم حكمها الدولة الإلخانية حتى غزاها تيمورلنك في القرن الرابع عشر.
ذُكرت شغشران بالاسم في بابرنامه في القرن السادس عشر، واصفًا زيارة بابر في أوائل عام 1507 أثناء رحلته إلى كابول. كانت بلدة تقع في منطقة غرجستان بين هرات وغور وغزني.

### العصر الحديث
في عام 2004، ظهرت محطة إذاعية FM مستقلة ( بالفارسية : راديو صداي صلح أو راديو صوت السلام) على الهواء في المدينة، وهي أول وسيلة إعلام مستقلة في هذا الجزء من أفغانستان.
في يونيو 2005، أنشأت قوة المساعدة الأمنية الدولية (إيساف) فريق إعادة إعمار الولايات ‏ بقيادة ليتوانيا والذي خدمت فيه أيضًا القوات الكرواتية والدانماركية والأمريكية والأوكرانية والأيسلندية والجورجية.
في 14 مايو 2020 [الإنجليزية]، هاجمت حركة طالبان نقطة تفتيش في شغشران، مما أسفر عن مقتل ثلاثة جنود أفغان واعتقال 11 آخرين.

## الديموغرافيا
يعيش حوالي 15000 شخص في المدينة، مما يجعلها أكبر مدينة في الولاية. ومع ذلك، يقدر عدد سكان هذه المدينة بنحو 31266 في عام 2015. السكان الرئيسيون لشغشران هم أيماق والهزارة والطاجيك. الطاجيك يعيشون في مقاطعة مرغاب [الإنجليزية].

## استخدام الأراضي
تقع شغشران (فيروزكوه) في المنطقة الوسطى من أفغانستان ترتبط مع هرات بالطريق السريع على مسافة 380 كيلومترًا إلى الغرب، ومع كابل بالطريق السريع على مسافة 450 كيلومترًا إلى الشرق. فيروزكوه هي مدينة قديمة يعود تاريخها إلى جنكيز خان والمغول. تشتهر فيروزكوه بالزراعة وتربية الحيوانات.

## المواصلات
اعتبارًا من أغسطس 2015، كان مطار شغشران، الواقع شمال غرب نهر هري، على بعد ميل واحد شمال شرق تشغشران، قد قام برحلات منتظمة إلى كابول وهيرات . ومع ذلك، اعتبارًا من يناير 2016، لم يعد المشغلون التجاريون يقدمون رحلات جوية مجدولة، تاركين خدمة الأمم المتحدة للنقل الجوي للمساعدة الإنسانية (NHAS) باعتبارها المستخدم الوحيد لمطار شغشران مع رحلات إلى كابول وهرات.
يمتد الطريق الرئيسي من شغشران باتجاه هرات في الغرب وكابول في الشرق. بسبب الطقس القاسي، غالبًا ما يُغلق الطريق خلال فصل الشتاء وحتى في الصيف يمكن أن يستغرق الأمر ثلاثة أيام كاملة للقيادة من شغشران إلى كابول.

## الاقتصاد
تعتبر الزراعة وتربية الحيوانات من الأنشطة الاقتصادية الرئيسة في ولاية غور.

## المناخ
تتمتع شغشران بمناخ قاري دافئ صيفي رطب ( كوبن Dsb )، مع فصل شتاء ثلجي وصيف دافئ وجاف. هطول الأمطار منخفض، وغالبًا ما تتساقط في الشتاء والربيع.
| البيانات المناخية لـشغشران        | البيانات المناخية لـشغشران | البيانات المناخية لـشغشران | البيانات المناخية لـشغشران | البيانات المناخية لـشغشران | البيانات المناخية لـشغشران | البيانات المناخية لـشغشران | البيانات المناخية لـشغشران | البيانات المناخية لـشغشران | البيانات المناخية لـشغشران | البيانات المناخية لـشغشران | البيانات المناخية لـشغشران | البيانات المناخية لـشغشران | البيانات المناخية لـشغشران |
| الشهر                             | يناير                      | فبراير                     | مارس                       | أبريل                      | مايو                       | يونيو                      | يوليو                      | أغسطس                      | سبتمبر                     | أكتوبر                     | نوفمبر                     | ديسمبر                     | المعدل السنوي              |
| --------------------------------- | -------------------------- | -------------------------- | -------------------------- | -------------------------- | -------------------------- | -------------------------- | -------------------------- | -------------------------- | -------------------------- | -------------------------- | -------------------------- | -------------------------- | -------------------------- |
| الدرجة القصوى °م (°ف)             | 12.0 (53.6)                | 11.5 (52.7)                | 20.6 (69.1)                | 26.8 (80.2)                | 32.3 (90.1)                | 34.6 (94.3)                | 37.4 (99.3)                | 35.0 (95.0)                | 33.0 (91.4)                | 27.5 (81.5)                | 21.0 (69.8)                | 16.7 (62.1)                | 37.4 (99.3)                |
| متوسط درجة الحرارة الكبرى °م (°ف) | −1.3 (29.7)                | 0.0 (32.0)                 | 8.8 (47.8)                 | 17.4 (63.3)                | 21.8 (71.2)                | 27.3 (81.1)                | 29.8 (85.6)                | 28.8 (83.8)                | 24.7 (76.5)                | 17.9 (64.2)                | 11.4 (52.5)                | 3.2 (37.8)                 | 15.8 (60.5)                |
| المتوسط اليومي °م (°ف)            | −9.4 (15.1)                | −7.3 (18.9)                | 1.6 (34.9)                 | 9.3 (48.7)                 | 12.8 (55.0)                | 17.2 (63.0)                | 19.3 (66.7)                | 17.8 (64.0)                | 12.4 (54.3)                | 6.9 (44.4)                 | 1.5 (34.7)                 | −4.4 (24.1)                | 6.5 (43.7)                 |
| متوسط درجة الحرارة الصغرى °م (°ف) | −16.3 (2.7)                | −15.3 (4.5)                | −3.9 (25.0)                | 2.1 (35.8)                 | 3.5 (38.3)                 | 4.9 (40.8)                 | 7.1 (44.8)                 | 5.3 (41.5)                 | −0.2 (31.6)                | −2.8 (27.0)                | −6.8 (19.8)                | −11.1 (12.0)               | −2.8 (27.0)                |
| أدنى درجة حرارة °م (°ف)           | −44 (−47)                  | −46.0 (−50.8)              | −26 (−15)                  | −10.8 (12.6)               | −6.0 (21.2)                | −2.7 (27.1)                | 0.5 (32.9)                 | −2.0 (28.4)                | −8.0 (17.6)                | −14.6 (5.7)                | −19.5 (−3.1)               | −35 (−31)                  | −46.0 (−50.8)              |
| الهطول مم (إنش)                   | 30.9 (1.22)                | 32.2 (1.27)                | 40.0 (1.57)                | 35.3 (1.39)                | 20.1 (0.79)                | 0.4 (0.02)                 | 0.1 (0.00)                 | 0.5 (0.02)                 | 0.0 (0.0)                  | 11.0 (0.43)                | 15.8 (0.62)                | 18.1 (0.71)                | 204.4 (8.04)               |
| متوسط الأيام الممطرة              | 0                          | 1                          | 6                          | 8                          | 5                          | 0                          | 0                          | 0                          | 0                          | 3                          | 3                          | 1                          | 27                         |
| متوسط الأيام المثلجة              | 8                          | 9                          | 5                          | 1                          | 0                          | 0                          | 0                          | 0                          | 0                          | 0                          | 2                          | 7                          | 32                         |
| متوسط الرطوبة النسبية (%)         | 70                         | 71                         | 66                         | 56                         | 49                         | 39                         | 34                         | 32                         | 36                         | 44                         | 54                         | 64                         | 51                         |
| ساعات سطوع الشمس الشهرية          | 146.4                      | 150.2                      | 198.6                      | 223.9                      | 320.6                      | 383.9                      | 389.4                      | 358.0                      | 344.7                      | 267.7                      | 217.9                      | 154.7                      | 3٬156                      |
| المصدر: NOAA (1968-1983)          |                            |                            |                            |                            |                            |                            |                            |                            |                            |                            |                            |                            |                            |

## روابط خارجية
- دوبري، نانسي هاتش (1977): دليل تاريخي لأفغانستان. الطبعة الأولى: 1970. الطبعة الثانية. منقحة وموسعة. منظمة السياحة الأفغانية. (الفصل 32 - جاخشاران إلى هرات)